# Levin Goldschmidt
Levin Goldschmidt, född 30 maj 1829 i Danzig, död 16 juli 1897 i Bad Wilhelmshöhe, var en tysk jurist. 
Goldschmidt blev 1860 e.o. och 1866 ordinarie professor i juridik vid Heidelbergs universitet samt kallades 1870 till medlem av Bundegericht, senare Reichsoberhandelsgericht, i Leipzig och 1875 till professor i handelsrätt vid Berlins universitet samt geheimejustitieråd. 
Genom "Zeitschrift für das gesamte Handelsrecht" (sedan 1858) och sin aldrig fullbordade Handbuch des Handelsrechts (1864–1868; tredje delvis omarbetade upplagan 1891) bidrog Goldschmidt i hög grad till handelsrättens utbildning såsom självständig gren av juridiken. Han påverkade även den tyska handelslagbokens revision i samband med antagandet av den nya Bürgerliches Gesetzbuch, vilken också i honom hade en av sina första förkämpar. 
I sin forskning försökte Goldschmidt, som från början ägnade sig åt den romerska rätten, strängt genomföra en historisk och komparativ metod och bildar i viss mån en motsättning, men också ett komplement till Johann Heinrich Thöl, den tyska handelsrättens banbrytare.